# Txema Salvans
Txema Salvans (Barcelona), 1971) es un fotógrafo documentalista español.

## Carrera profesional
Txema Salvans es un fotógrafo y alternó los estudios de biología y fotografía. Estudia en el ICP de Nueva york gracias a una beca de donde salta a La Fábrica, el centro de creación artística de Benetton.
En 1997, a la temprana edad de 26 años fue galardonado con el primer premio FotoPres, por dos de sus trabajos: Historia de Juan Durvan, el día a día de un invidente, y Vivan los novios, un reportaje sobre un acto social como es el ritual de una boda, repleto de curiosos matices, en el cual Salvans decidió infiltrarse en las ceremonias nupciales, junto a los fotógrafos profesionales que cubrían por encargo estos acontecimientos y así poder realizar en clave irónica su ensayo.
En 2005 ganó el certamen PhotoEspaña al mejor libro de fotografía española por Nice to meet you, un trabajo donde a través de invitaciones de desconocidos accede a diferentes grupos familiares de toda la geografía española. El resultado final es un libro que recuerda las escenas de un álbum de familia, donde todos los personajes quedan enlazados como si de una sola familia se tratara.
Posteriormente, en 2013 con su trabajo The Waiting Game gana el concurso del Libro Iberoamericano de la Editorial RM. En este proyecto de 8 años, Txema Salvans fotografió en su contexto la prostitución que se ejerce en las carreteras del litoral mediterráneo: los cruces y las rotondas, los polígonos y los arcenes; espacios que quedan al margen de todo y que le sirven como marco escénico para mostrar una actividad tan sobreexpuesta como la prostitución. El trabajo se basa en tres premisas fundamentales: "La distancia" que protege la identidad de la mujer y pone el acento en el contexto. "La Luz" que enfatiza una estética desoladora y "El Momento" donde se decide por el instante de la espera con la intención de eliminar todo "Display" o lenguaje no verbal típico de la prostitución.
Estos últimos años Salvans busca con su cámara de gran formato las escenografías del ocio en la sociedad postindustrial del litoral Mediterráneo para enfatizar su banalidad surreal y agudizar el sentimiento de divertida extrañeza que nos producen. Para ello se vale de dos recursos retóricos. Por un lado, manteniendo un punto de vista lo suficientemente alejado para priorizar la escena y su entorno por encima de los personajes individuales y de sus expresiones. Pero en segundo lugar, y sobre todo, recurriendo a un dispositivo de elipsis. La mayoría de las tomas se ha realizado en la playa o en las cercanías del mar: el mar es pues lo que justifica la presencia de los bañistas, de los pescadores o de los juegos en la arena. Y sin embargo el mar nos resulta siempre invisible porque Salvans se sitúa entre el agua y los personajes, invirtiendo la dirección de su mirada. Por tanto lo que la cámara nos muestra es ese fondo degradado al que los personajes quieran dar la espalda. Darle la espalda significa ignorarlo, significa incluso pretender que no existe.
El trabajo de Salvans por tanto nos habla de este autoengaño colectivo que lleva a fantasear con esos reductos transitorios de paraíso. Como que no sabemos si otro paraíso es posible, nos contentamos con esos momentos de felicidad y descanso en medio del hormigón y las fábricas. Pero nos habla también de una paradoja que atañe a las políticas de la visión. La paradoja es que a nosotros espectadores–de–las–fotografías nos está vedado ver lo que los actores–en–las¬–fotografías quieren ver, y en cambio se nos restriega por los ojos aquello que no quieren ver. Es Salvans quien gestiona las instancias de esa dialéctica y al hacerlo demuestra, como Nietzsche sostenía, que no hay hechos, sólo interpretaciones.
Txema Salvans ha colaborado con revistas de todo el mundo como Le Monde, New York Times, Esquire, Suddeutsche Zeitung, Stern, NZZ, Liberation, GQ, Monocle, The Guardian, El País, Colors...
Sus exposiciones más recientes (2016-2017) han sido en el Museo de Arte Contemporáneo de Hamburgo "Hamburger Kunsthalle" y una retrospectiva en el Museum fur photographie Braunschweig.

## Obras publicadas
- SALVANS, T. Perfect Day. Editorial Mack 2020, London. ISBN 9781912339686
- SALVANS, T. My Kingdom. Editorial Mack 2018, London. ISBN 9781910164853
- SALVANS, T. The Waiting Game2. Editorial RM 2018, Barcelona. ISBN 9788416283913
- SALVANS, T. The waiting game. Editorial RM 2013, Barcelona. ISBN 9788415118589
- SALVANS, T. Txema Salvans. Editorial La Fábrica 2012, Barcelona. ISBN 9788492841585
- SALVANS, T. Nice to meet you. Editorial Actar 2004, Barcelona. ISBN 8495951700